# Huanca
Huanca (del quechua wanka, en alusión a los monolitos típicos del área cultural andina) es el nombre de un grupo étnico que se desarrolló durante el Intermedio Tardío, habitando el territorio de las actuales provincias de Jauja, Concepción, Huancayo y Chupaca. Fue un pueblo guerrero y agrario, dedicándose a la caza, siembra y cosecha de maíz, papas y otros productos agrícolas; en la ganadería se dedicaron al cuidado de llamas en la puna. La mayoría de la población radicaba en el Valle de Jatunmayo o Valle de Huancamayo, llamado desde 1782 como Valle del Mantaro. Se identificaban con una vincha negra. Son habitualmente confundidos con los xauxas, quienes habitaban en el norte del Mantaro y en el valle de Yanamarca. 

## Etimología
Según la Descripción de Xauxa (1582), el nombre "huanca" fue acuñado por los incas debido a la presencia de un monolito al inicio del valle. Posteriormente, fue generalizado por los cronistas españoles. Se reintrodujo en la década de los 20's por Julio César Tello y difundido por Federico Gálvez Durand: pionero en impulsar la arqueología en el Mantaro. Todos los habitantes prehispánicos del valle fueron catalogados de forma masiva e indiscriminada como huancas, aplicándose tanto a los huancas étnicos como a los xauxas.

## Historia

### Origen
Estudios arqueológicos plantearon que el origen de los primeros grupos que poblaron la región de los huancas estuvo en la región selvática, desplazándose desde algún lugar del nor-oriente hacia el sur de la sierra central del Perú. Desde Huánuco (Huargo y Lauricocha) prosiguiendo por Pasco, Junín y Huancavelica; dejando evidencias en Parimachay, Curimachay y Pachamachay en Ondores, Junín y que datan aproximadamente de 950 a. C. (Rick y Matos 1976, Hurtado de Medoza 1979). Su desplazamiento se proyectó desde la selva central hacia el Valle del Mantaro. En el área de Jauja, estudios evidencian ocupaciones de pobladores entre valles rocosos de Tutanya y Helena Puquio en Pachacayo y Canchayllo ambos en el distrito de Canchayllo (Oreficso y Mota 1984; Mallma 2002). En Huancayo y Chupaca también se encontraron evidencias en abrigos rocosos de Tschopik o Callavallauri (Tschopik 1948; Fung 1959; Kaulicke 1994). La presencia de material lítico, en colinas como San Juan Pata en Jauja, como esquirlas, lascas, núcleos y performas llevaron a planteamientos de esquemas cronológicos por investigadores como (Matos y Parsons 1979), David Browman (1970), Catherine LeBlanc (1980) y Christine Hastorf (1986). En algunos casos en cerámica dejaron evidencias que permitieron plantear esquemas cronológicos. Posteriormente, estos sitios albergaron a sociedades agroalfareras de los cuales surgió la sociedad Pre-Wanka.

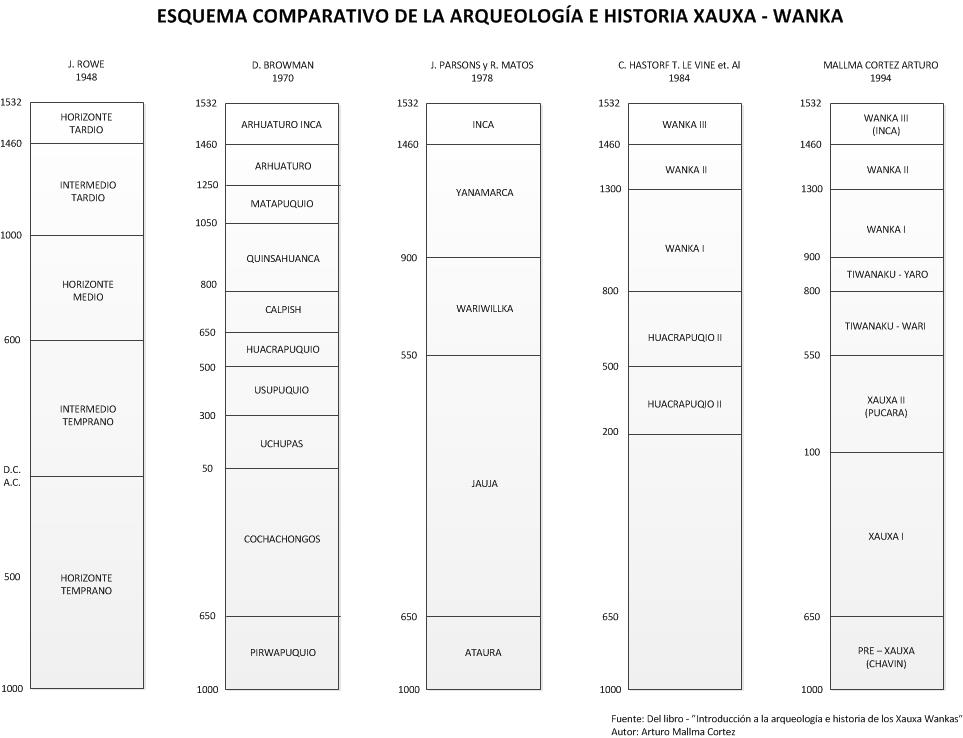
Esquema Comparativo de la Arqueología e Historia Xauxa - Wanka, por el antropólogo Arturo Mallma Cortez.

El Dr. Ramiro Matos Mendieta considera que la población en el Valle del Mantaro no es mayor al Formativo Medio: 

... "la primera ocupación fue una sociedad organizada agroalfarera acontecida alrededor de los 800 a.C. con la fundación de la primera y única aldea Chavín de Ataura - Jauja. Un lugar estratégicamente ubicado en el extremo norte del valle; casi en el acceso del Valle del Mantaro por la ruta del norte".
abstracción de: "Primeras sociedades sedentarias del Mantaro", Matos Mendieta, Ramiro (1978)

En Jauja se constituye asentamientos matrices desde donde se difunden los Xauxas y posteriormente los Wankas. Es en Jauja donde hasta la actualidad se encuentran mayormente restos arqueológicos que datan desde el Pre-cerámico, Formativo, Horizonte Temprano, Intermedio Temprano. En el Horizonte Medio van a sufrir presiones foráneas de grupos provenientes del sur altiplánico como Tihuanaco y posteriormente se producirá la migración de los Yaros, hoy en día ubicada en la provincia de Yarowilca.

### El hombre en el valle del Mantaro
Los primeros pobladores que ocuparon el Valle del Mantaro, posiblemente procedieron de las zonas altoandinas, de las que descendieron siguiendo el curso de sus afluentes. En los refugios naturales del río Cunas, en el distrito de Chupaca, hay vestigios de la existencia de una sociedad cazadora nómada cuya economía estaba basada en la recolección de frutos silvestres y en la caza de camélidos andinos. Según las evidencias encontradas, la vida humana en el Valle del Mantaro tiene por lo menos 10 mil años de antigüedad.
Estos primeros pobladores, cazadores y recolectores, con el correr del tiempo experimentaron la domesticación de las plantas, es decir, descubrieron la agricultura. Al encontrar esta valiosa fuente de recursos el hombre se volvió sedentario y abandonó las cuevas para construir albergues de piedra, dando origen a las primeras aldeas, de las que existen en todo el valle, numerosos restos con una antigüedad de 3 mil años.
El hombre de Junín, poco a poco, fue perfeccionando sus herramientas de piedra, no solo para la caza de camélidos (de los que extrajo carne para alimentarse, pellejo para cubrirse y huesos para sus usos), sino para iniciar la agricultura y la domesticación de plantas.

### Época preincaica

#### Pre-huanca
Con estos hechos, en la historia del hombre en la sierra central del Perú finaliza el periodo precerámico y comienza otra etapa en la que aparece la cerámica y luego el surgimiento de las aldeas. Aparecen, asimismo, las primeras prácticas de una religión mágica.
Por aquellos tiempos, hace aproximadamente 3500 años, se produce la expansión de la cultura Chavín a la Sierra Oriental, y se advierte su influencia en las diversas zonas del Valle del Mantaro. Las últimas investigaciones han encontrado importantes testimonios de la presencia de la cultura Chavín en Ataura (Jauja) y en San Blas, distrito de Ondores, Junín. Hacia 1300 a. C. aparecen los primeros brotes de cerámicas en la sierra central de estilo chavinoide y se inicia lo que se denomina el horizonte temprano.
El proceso continúa siglo tras siglo, con el correr del tiempo las aldeas que recibieron influencia de Chavin entran en decadencia y los pobladores reafirman su individualidad y se independizan de su predominio cultural. Aparecen entonces influencias de otras sociedades como la de Tiwanaku y Huari. El Imperio wari, según parece, no estableció un control firme ni directo sobre las poblaciones del Mantaro, sino que se limitó a relaciones de reciprocidad y comercio.

#### Intermedio Tardío
Durante el Intermedio Tardío, aparecieron los huancas y los xauxas. De ellos, los xauxas eran más prominentes. Conforme a la clasificación inicial del proyecto UMARP (Upper Mantaro Archaeological Research Project), este periodo corresponde a las fases Wanka I (1000-1350), caracterizado por una rudimentaria sociedad tribal, y Wanka II (1350-1460), caracterizado por el surgimiento de vastos asentamientos en tierras altas. Según el historiador Aquilino Castro Vásquez, se gestaron 5 jefaturas huancas: Tunanmarca, Marcavilca, Chongos, Llacsapallanga y Xauxa. 
El virrey Francisco de Toledo describe esta etapa en las Informaciones de 1570 como violenta y carente de orden:

"antes de que el dicho tupa ynga conquistase este reyno cada pueblo y cada yndio vivía sobre si sin obedecer a nadye y que como tenyan guerras unos indios con otros y unos pueblos con otyros quando avia algún onbre valiente entre ellos se señalava al qual lla
mavan cinchecona ques que quiere decir “agora es este valiente” […] y ansy le odedecian y que no auia otra manera de señorio ny de gobierno sino hera este"
Francisco de Toledo

### Anexión alImperio incaico
Hacia 1460, las tropas incaicas, conducidas por Túpac Yupanqui, llegaron al Mantaro. Las jefaturas huancas no reaccionaron uniformemente. Según los cronistas Sarmiento de Gamboa y Cieza de León, algunas jefaturas ofrecieron resistencia. Según Garcilaso y Santa Cruz Pachacuti, no se produjo ningún altercado. Carlos Hurtado Ames aduce que los huancas se integraron de forma totalmente pacífica y que fueron los xauxas quienes se opusieron al ejército inca. La integración de los huancas al Imperio incaico dio inicio a la tercera fase propuesta por el UMARP: Wanka III.

### Épocaincaica
Una vez sujeto el territorio huanca al Estado incaico, se instauró el huamani (provincia) de Huanca, compuesto por tres sayas (sectores): Ananguanca (Hanan Huanca, el sector de arriba), Luringuanca (Hurin Huanca, el sector de abajo) y Atunxauxa (Hatun Xauxa, el sector principal y núcleo político). Estas entidades territoriales se conservaron aún después de la fractura del Incanato, hasta bien entrada la época virreinal. 
En la parcialidad de Atunxauxa se edificó la llacta de Hatun Xauxa, que se convirtió en el mayor centro administrativo, urbano y comercial en el valle del Mantaro. Algunos huancas fueron usados en calidad de colonos incaicos, como lo demuestra la actual población de Huancas en Chachapoyas. También se construyeron redes de caminos; el célebre tramo Xauxa-Pachacamac parte justamente del valle. Restos arquitectónicos incaicos se encuentran en yacimientos como Hatun Malka y Arhuaturo; de este último es notoria la presencia de una kallanka. 
Las élites huancas continuaron al mando de las nuevas parcialidades. Ananguanca era regida por la familia Apoalaya, Luringuanca era regida por los Guaucrapaucar-Limaylla y Atunxauxa era regida por los Surichac (Cusichaqui). De entre todos, los Apoalaya fueron los más activos colaboradores con el Estado. Su curaca principal fue recompensado con la entrega de una esposa inca noble, llamada Mullo Maca, por los servicios prestados al padre de esta, llamado Cayo Topa, militar incaico al servicio del inca Huayna Cápac que participó en las campañas bélicas del norte (actual Ecuador). Apo Apolaya, otro jefe de la familia, también recibió una esposa inca, de nombre Manco Yarro. Él fue autorizado por un inca denominado "Caxi Gualpa" para heredar el título de gobernante de su parcialidad. 
Sobre la agricultura, Christine Hastorf refiere que el cultivo de maíz y quinua se intensificaron, en desmedro de los tubérculos.
Durante la guerra civil incaica los huancas se encuadraron en el bando huascarista del Cuzco. Ello les acarreó problemas en contra de las implacables fuerzas atahualpistas que habían logrado capturar el Mantaro tras derrotar y expulsar a las fuerzas del general cusqueño Guanca Auqui.

### Contacto con los españoles
Los curacas huancas tuvieron las primeras noticias acerca de los españoles cuando estos consiguieron apresar sorpresivamente a Atahualpa, decapitando la cadena de mando de los ejércitos atahualpistas que todavía estaban repartidos en diversos puntos de los Andes. La desestabilización del poder quiteño generó un clima caótico. El general Chalcuchímac, pasando por el Mantaro mientras avanzaba hacia Cajamarca para rescatar a Atahualpa, aprovechó para intentar castigar a los huancas por su apoyo a los cusqueños durante la guerra civil. Las élites huancas, alertadas de ello, solicitaron auxilio para rechazar la presencia atahualpista.
De esta forma, enviaron regalos a los españoles según la tradición andina de relaciones de poder, de reciprocidad y redistribución. Sin embargo los hispanos, al no comprender el trasfondo simbólico de estos actos, lo interpretaron como una muestra de sumisión. Ellos, por su parte, enviaron 3 expediciones al territorio huanca. Todas tendrían como objetivo arribar a Hatun Xauxa: en ese entonces la mayor urbe del valle. Antes de evacuar la ciudad, los atahualpistas, como parte de su política de tierra quemada designaron un escuadrón a incendiarla, lo que fue interrumpido por el arribo hispano. Sin embargo, los daños causados generaron gran indignación entre las élites del Mantaro.
La expedición de Pedro Martín de Moguer fue la primera en alcanzarla en 1533. Fueron atacados por un pequeño pelotón de atahualpistas, por lo que solicitaron refuerzos a la segunda expedición, comandada por Hernando Pizarro, que consiguió derrotar al ejército atahualpista. Asimismo, se percataron de que Chalcuchímac andaba en las cercanías. Pizarro también se propuso continuar avanzando por el sur hasta el santuario de Pachacámac y saquear sus tan ponderadas riquezas. Mientras Pizarro y Chalcuchímac se enfrentaban en estratagemas diplomáticos (resultando con la partida de este último hacia Cajamarca), comenzó la época de fiestas y borracheras conforme lo dictaba la costumbre andina del tinkuy.
Este cargaba con una fuerte connotación ritual que cumplía diversas funciones simbólicas como la renovación de los vínculos, la reconciliación y el culto a los antepasados. Era también un método empleado frecuentemente por los incas para enlazarse con sus dominios. La enorme plaza de Hatun Xauxa (en la que según el cronista Miguel de Estete cabían hasta 100,000 personas) fue escenario de grandes bailes, cantos y celebraciones durante varios días que fueron presenciadas por los españoles como discretos testigos.
La última expedición española en arribar estuvo dirigida por el mismísimo Francisco Pizarro, quien, en las inmediaciones de Hatun Xauxa, fundó la nueva ciudad de Jauja para ser capital de la gobernación de Nueva Castilla. Sin embargo, el proyecto quedó inconcluso debido a su rápida partida hacia el sur. Tanto la nueva Jauja como la antigua Hatun Xauxa pasaron a segundo plano.  

### Anexión alImperio español

#### Guerra contra losatahualpistas
Cuando los españoles se asentaron en el valle, las élites huancas les proveyeron comida, armas y efectivos, lo cual daría el inicio a la alianza efectiva entre los curacas y los conquistadores, abriendo la cuarta y última fase diferenciada por el UMARP: Wanka IV. Esto lo hicieron no solamente en respuesta a las atrocidades atahualpistas, sino también para ganar prioridad ante el inminente régimen español y evitar así la creación de encomiendas en el valle.  
Estas ideas están particularmente encarnadas en el curaca huanca Jerónimo Guacrapaucar, quien se mostró obediente y colaborador ante los españoles. Alentó a los pobladores huancas a colaborar como cargadores en el transporte de ingentes cantidades de oro y plata, botines que fueron capturados de sitios incaicos abandonados o de porciones encontradas del tesoro que pagaría el rescate de Atahualpa. Por su buena relación con los españoles, su rápida conversión y devoción hacia la fe cristiana, obtuvo el derecho a usar el distintivo "don" delante de su nombre, junto con los demás curacas huancas. El Mantaro se mantuvo en relativa calma tras la partida de Chalcuchímac. 
No obstante, las operaciones atahualpistas se reanudaron cuando el general Quizquiz, en su marcha desde el Cusco hacia la región de Quito, donde las tropas de Rumiñahui se encontraban resistiendo los embates de Sebastián de Belalcázar, lanzó una ofensiva con el fin de asaltar Hatun Xauxa. Gabriel de Rojas y Córdova esparció el falso rumor de que los huancas estaban maquinando una rebelión para atacar a los españoles en alianza con Quizquiz. El empuje quiteño avanzó por el estratégicamente vital Mantaro, exponiendo a los huancas, por lo que desde el Cusco ocupado por los hispanos se despacharon refuerzos bajo las órdenes del cusqueño Manco Inca y el hispano Hernando de Soto. La batalla de Yacusmayo frustró contundentemente los intentos atahualpistas por perforar las defensas del valle, a pesar de conseguir propinar fuertes bajas a los huancas. Tras sufrir una nueva derrota en la posterior batalla de Maraycalla, los atahualpistas se retiraron para intentar reorganizarse en Tarma, al norte.
En 1533, los españoles inauguraron un nuevo Imperio incaico, vasallo de la Monarquía Hispánica, con Túpac Hualpa como primer gobernante. Las muertes de los generales Quizquiz y Rumiñahui en 1535 culminaron la guerra y con ella, cualquier forma de resistencia atahualpista.

#### Rebelión deManco Inca
En 1536, Manco Inca, quien había sido nombrado como segundo inca títere en 1533, desertó y se rebeló en contra del oficialismo cusqueño pues percibía que los españoles solamente lo estaban manipulando mientras discretamente se afianzaban cada vez más en las estructuras de poder andinas. Aunque al principio algunos curacas huancas vieron con cierta simpatía este levantamiento, la llegada del militar español Alonso de Alvarado al valle revocó la situación y decantó el apoyo de los curacas hacia el bando capitaneado por los hispánicos.
Se produjo una batalla entre sublevados y realistas en las cercanías de Jauja, que se saldó con la victoria de los primeros. 50 españoles y un número desconocido de huancas fueron eliminados. La derrota obligó a los españoles a retirarse, dejando al valle del Mantaro a merced de las represalias de Manco. 
En contraste con Chalcuchímac, quien pretendía castigar a los huancas mediante masacres, pillaje y demoliciones, Manco Inca ordenó la humillación su ídolo principal, Huarivilca, arrastrándolo por colinas, caminos y ciénagas para finalmente arrojarlo a un río. Posteriormente ejecutó a todos sus servidores religiosos. Vale la pena mencionar que, según otras versiones, fue Vicente de Valverde el destructor del ídolo huanca.
A pesar de todo, Jerónimo Guacrapaucar mantuvo su convicción de apoyo a los españoles. Entre tanto, los insurgentes se retiraron poco después debido a lo insostenible de su situación estratégica. Para 1547, la ciudad de Hatun Xauxa estaba ya totalmente abandonada conforme lo atestigua el cronista Pedro Cieza de León. No obstante, el fin de Hatun Xauxa no marcaría el final de la participación huanca en la empresa expansionista española. La siguiente oportunidad de Guacrapaucar para demostrar su valía llegó durante la rebelión de Francisco Hernández Girón, quien se rebeló debido a su disgusto contra las nuevas leyes que suprimían el poder de los encomenderos españoles.

### Épocavirreinal

#### Rebelión deHernández Girón

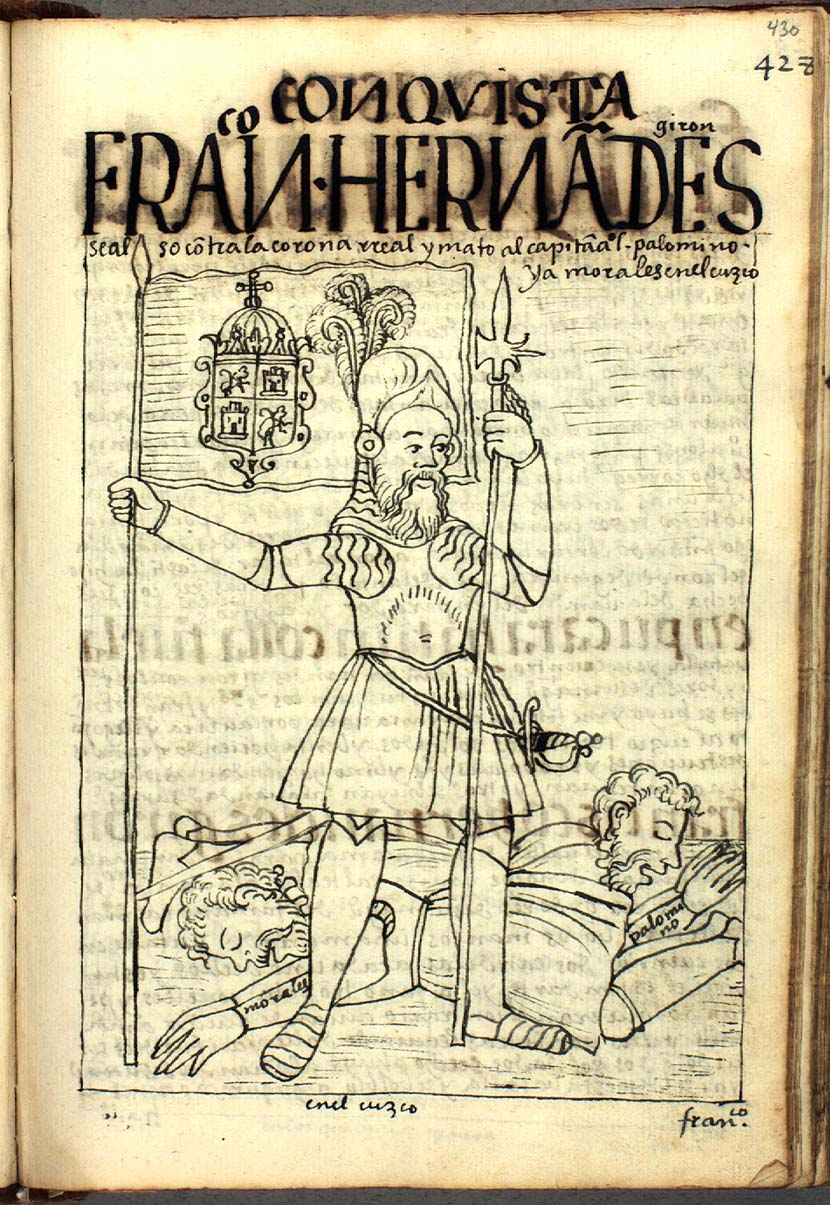
Hernández Girón, según Guamán Poma

Girón inició su rebelión en el Cuzco en 1553 y posteriormente tomó rumbo a Lima, debiendo pasar obligatoriamente por el valle del Mantaro. Los realistas adoptaron urgentemente medidas para rechazar el avance de sus fuerzas, despachando un ejército comandado por el capitán castellano Lope Martin y el noble huanca don Carlos Limaylla, con un total de 50 españoles y más de 500 huancas para enfrentar a los gironistas. Sin embargo, la moral entre los efectivos huancas era baja, motivo por el cual se postula que la presencia de Limaylla era únicamente para cohesionar sus fuerzas y evitar un desbande masivo que hubiera abandonado al capitán Martin.
Nunca se produjo un gran choque entre ambas fuerzas, sino que Girón se ciñó a cometer atrocidades, requisamientos y pillaje en contra de los huancas por su alineamiento con la Corona. Una gran cantidad de ellos fueron forzados a vivir como esclavos de los gironistas, principalmente como porteadores. La estrategia de evitar un encuentro resolutivo debilitó al ejército realista, aunque finalmente consiguió expulsar a Girón de vuelta al Cuzco.
Alonso de Alvarado, ascendido a Mariscal desde la sublevación de Manco Inca, renovó a las fuerzas realistas, quienes reanudaron su contraataque. El apoyo huanca se redujo a tareas de abastecimiento como cargadores. Aún con la destreza militar de Alvarado, los gironistas obtuvieron un contundente triunfo en la batalla de Chuquinga. En ella, auxiliares nativos del ejército realista traicionaron al mariscal, robando víveres, provisiones y eliminando a soldados españoles que huían del campo de batalla. Alvarado falleció poco después producto de las heridas recibidas.
En consecuencia a este desastre, las fuerzas fieles a la Corona retomaron el teatro de operaciones en Xauxa, mientras que los huancas recobraban protagonismo. Los gironistas continuaron cometiendo abusos en contra de las poblaciones locales y españolas que iban encontrando, al punto de saquear Cuzco y Arequipa.
El encuentro final de la guerra en contra de las fuerzas de Hernández Girón se dio en la batalla de Pucará, 1554. Jerónimo Guagrapaucar, entusiasta, acordó con los demás curacas huancas la entrega de suministros y tropas a las fuerzas realistas. Se despacharon miles de efectivos huancas para reforzar a los realistas que se dirigían desde el Cuzco hacia el altiplano, último reducto gironista. Las fuerzas sublevadas se hallaban cada vez más acorraladas debido a las continuas deserciones y reveses militares que el éxito en Chuquinga no pudo solventar. 
Jerónimo, al igual que otros curacas del Mantaro, asistió en persona a la batalla de Pucará. No participó en la lucha debido a su avanzada edad, así que se remitió a desempeñar labores de apoyo logístico. Pucará finalmente se saldó con la derrota total gironista y su posterior desbande. Por otro lado, los soldados huancas sufrieron gran cantidad de bajas; muy pocos retornaron vivos.

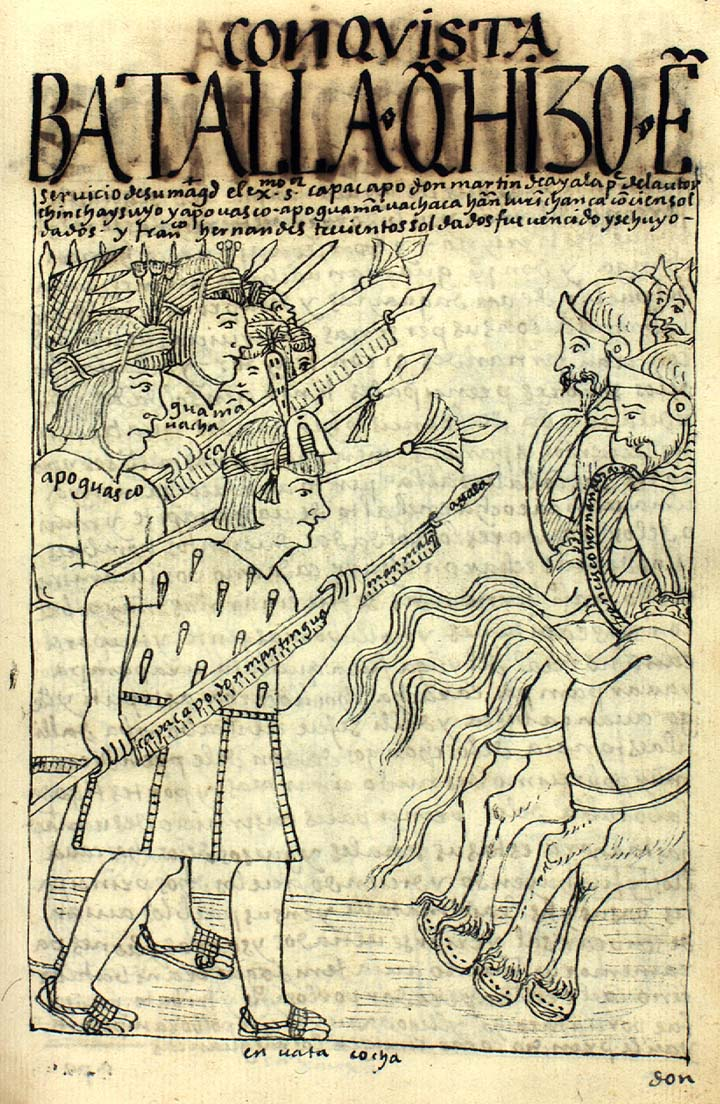
Tropas huancas derrotan a la caballería gironista

#### Polémica sobre la captura de Girón
Hernández Girón escapó con rumbo a Lima, aunque fue apresado en el Mantaro. Según el cronista Felipe Guamán Poma de Ayala, fueron los propios huancas los que capturaron y apresaron a Girón, quien se encontraba acompañado por un mermado séquito de soldados aún fieles.
Poma es el único cronista que le otorgó el mérito principal a las tropas huancas, debido a que otros cronistas españoles buscaron minimizar el impacto huanca en la captura. Particularmente notables son las declaraciones escritas del cronista hispano Diego Fernández de Palencia, quien describe la participación general huaca en el conflicto como poco colaborativa y estorbosa, ejecutando acciones inútiles y calificando a sus efectivos como cobardes y apocados. 
Él y el cronista Inca Garcilaso de la Vega atribuyen la captura de Girón a los militares europeos. Sin embargo, otros testigos españoles reconocieron el decisivo e importante papel huanca en la derrota y captura del prófugo de Pucará. El motivo del desdén de Fernández de Palencia pudo ser el obstáculo que suponían los deseos de reconocimiento de los líderes huancas en contra de los intereses de algunos españoles sobre los territorios del Mantaro. Don Jerónimo Guacrapaucar y Francisco Cusichac (gobernador de Atunxauxa) también aseveraron que fueron sus hombres quienes lograron capturar a Girón.
El reconocimiento que expectaban los huancas se limitó a unas felicitaciones por parte de Juana de Austria, mientras que el mérito de la captura de Girón fue conferido por las autoridades virreinales a los hispánicos Gómez Arias de Ávila y a Arias Maldonado, quienes también participaron en el apresamiento. Hubo algunas protestas entre otros militares españoles (destacando el capitán Juan Tello Sotomayor) que habían estado igualmente presentes en la captura de Girón y reclamaban la obtención de recompensas, aunque ignorando la participación huanca.

#### Las Probanzas huancas (1558-1561)
Los curacas huancas quedaron satisfechos con su colaboración en la pacificación de los territorios conquistados por los españoles, por lo que procedieron a efectuar los reclamos por la entrega de beneficios de los que se sentían merecedores. Para ello comenzaron a escribir las Memorias, mejor conocidas como Probanzas: listas minuciosas de "méritos". Luringuanca presentó las listas más extensas y precisas. Los curacas huancas usaron los quipus para calcular bienes y personal enviado a colaborar con los españoles, además de otros gastos. Célebre es el caso de las Probanzas de 1558, pues es un hecho histórico que respaldan la noción de que el quipu fue un sistema de escritura andino. Los curacas huancas empezaron a "leer" los quipus que traían consigo ante la Real Audiencia de Lima, apoyados por intérpretes y escribas españoles. Cieza describió el caso particular de Jerónimo Guacrapaucar, quien lo dejó totalmente anonadado con la lectura de su quipu. En 1560, Felipe Guacrapaucar, hijo de Jerónimo Guacrapaucar, viajó a Lima en representación de su padre, muy avanzado en años, y Luringuanca para colaborar con las probanzas, resultando en una Información.  
En la última Probanza huanca, realizada en 1561, el curaca de Atunxauxa, Francisco Cusichaqui, hizo un llamado a la preservación de los privilegios de su familia noble, su exoneración de cualquier tipo de tributo y a la prioridad de su parcialidad sobre las otras. Felipe Guacrapaucar solicitó condiciones similares. De esta manera, las parcialidades de Atunxauxa y Luringuanca cobraron un rol protagónico en la situación geopolítica del Mantaro, en desmedro de la taciturna Ananguanca. Hicieron especial énfasis en el rechazo a la posibilidad de que sus parcialidades sean asignadas a los encomenderos, situación que empezaba a tornarse riesgosamente factible gracias a los incesantes reclamos de estos últimos.
Aunque hasta el momento, el Mantaro se encontraba relativamente libre de latifundios españoles, ya se habían producido algunos tensos roces con los encomenderos, como el caso de la explotación de pobladores en las minas de Antusulla, lo que avivó las inquietudes huancas. Cusichaqui prefería que en todo caso, su territorio pase a administración directa de la Corona española, mientras que Felipe Guacrapaucar exigió que él mismo se convirtiese en el encomendero de sus dominios. También había propuesto que los nobles locales pudiesen ser elegidos en los cargos regionales de la administración virreinal, tal cual lo habían sido durante la administración incaica. De esta forma, serían capaces de resguardar eficazmente a sus subordinados de los abusos encomenderos.

#### Viaje de Felipe Guacrapaucar aMadrid
Entre 1562 y 1564, Felipe Guacrapaucar viajó a Madrid con la Información elaborada en 1560. Tuvo la intención de presentarse como curaca principal de Luringuanca aún cuando en ese momento su hermano, Carlos Limaylla, ocupaba el cargo. Limaylla era impopular entre los demás nobles de la parcialidad, por lo que favorecieron a Guacrapaucar financiando sus viajes. Al arribar a Europa, solicitó personalmente al rey Felipe V de España la adquisición de preeminencias y beneficios para su parcialidad, además de su reconocimiento como curaca de Luringuanca. Esta pretensión fue rechazada. Aun así, retornó en 1565 con un escudo personal y una renta. El blasón de Guacrapaucar se ha convertido actualmente el escudo de armas de Huancayo. Vale la pena mencionar su poca precisión, en cuanto representa jaguares, un castillo, un arco y un lucero del alba, elementos que no existían en el valle del Mantaro y no representan la cultura local.

Escudo otorgado por el rey Felipe II al curaca huanca don Felipe Guacrapaucar, tras su viaje a Madrid

#### Década de los 70's
Como resultado de sus continuos fracasos legales, el 2 de noviembre de 1570, Felipe Guacrapaucar fue exiliado del valle del Mantaro por 10 años, sin la posibilidad de ejercer influencia alguna en las políticas de las parcialidades huancas. Se le acusó de despilfarrar el dinero comunal asignado para su parcialidad en continuos juicios. Limaylla, al describir su activismo, refiere que:

"...como el dicho don Felipe fue a España e trato con letrados yaprendio a escrevir quando volvió se hizo pleitista y a rebuelto el repartimiento con pleitos."
Don Carlos Limaylla

Tras ser desterrado de su tierra natal por la supuesta malversación de fondos, Felipe Guacrapaucar continuó obseso por garantizar el bien común ante los continuos conflictos contra encomenderos, funcionarios virreinales y nobles huancas rivales como Carlos Limaylla, a quien llegó a considerar como su acérrimo rival. A pesar de que estaba mucho mejor capacitado tanto en los métodos andinos como en los europeos, la estrategia escogida para alzarse como el curaca legítimo de Luringuanca y su incesante búsqueda por preeminencias lo convirtieron en una figura incómoda, propiciando su encarcelamiento en 1571. Él y su descendencia jamás volvieron a participar en las políticas del Mantaro.
Entre 1570 y 1575 se dio inicio a la Visita General, en la que una comitiva en representación del virrey Francisco de Toledo recogió informaciones sobre los territorios locales. El primer destino fue el valle del Mantaro, específicamente Concepción. Los curacas locales usaron quipus como registro de datos ante los españoles. Entre las tantas investigaciones efectuadas por el virrey y sus hombres, se indagó sobre los "pleitos de Jauja", poco esclarecidos episodios acontecidos en las décadas pasadas de los 50's y 60's que involucraban acaloradas disputas políticas entre los nobles del Mantaro e incluso numerosas muertes de pobladores huancas durante los trayectos hacia Lima.  
Desde la desaparición del orden centralizado cusqueño, la cuestión de la de sucesión de los curacazgos había entrado en un tenso y turbio clima de inestabilidad, caracterizado por rivalidades y enfrentamientos legales. El problema pretendió zanjarse con la imposición de la sucesión hereditaria, con la Corona española como última instancia. Tras disponer de medidas provisionales, Toledo prosiguió con su trayecto hacia Huamanga. El visitador Jerónimo de Silva fue la persona designada por el virrey para culminar con la resolución de los problemas que carcomían la estabilidad de la élite huanca, elaborando la llamada "Averiguación sobre cacicazgos". Sin embargo, esto no logró apaciguar la situación, que continuaría a lo largo del periodo virreinal.  

### Después del siglo XVI
El Mantaro virreinal persistió con un activo dinamismo político interno, aunque mucho menos violento a comparación de las primeras décadas de la instalación española. Más curacas huancas también participaron en numerosos juicios y uniones matrimoniales. Se tiene evidencia de que algunos apelaron a ritos religiosos andinos para combatir a sus rivales. También acontecieron nuevos pleitos, como los de la sucesión de Luringuanca durante la segunda mitad del siglo XVII, protagonizados por Bernandino Mangoguala Limaylla y don Jerónimo Lorenzo Limaylla; este último incluso usó como argumento ser descendiente directo del inca Pachacútec Inca Yupanqui. Un miembro de los Apoalaya, don Blas Astocuri Apoalaya, logró unificar temporalmente a todas las parcialidades a principios del siglo XVIII. Otros nobles alcanzaron notable fama por cuestiones no políticas; tal fue el caso de Catalina Huanca y su mítico tesoro oculto. Por lo demás, la identidad étnica huanca finalmente se disolvió dentro de un margen de homogeneización  y aculturación masivos que se gestaba a lo largo del Virreinato. 

### Épocaperuana

#### Surgimiento de una identidad "neo-huanca"

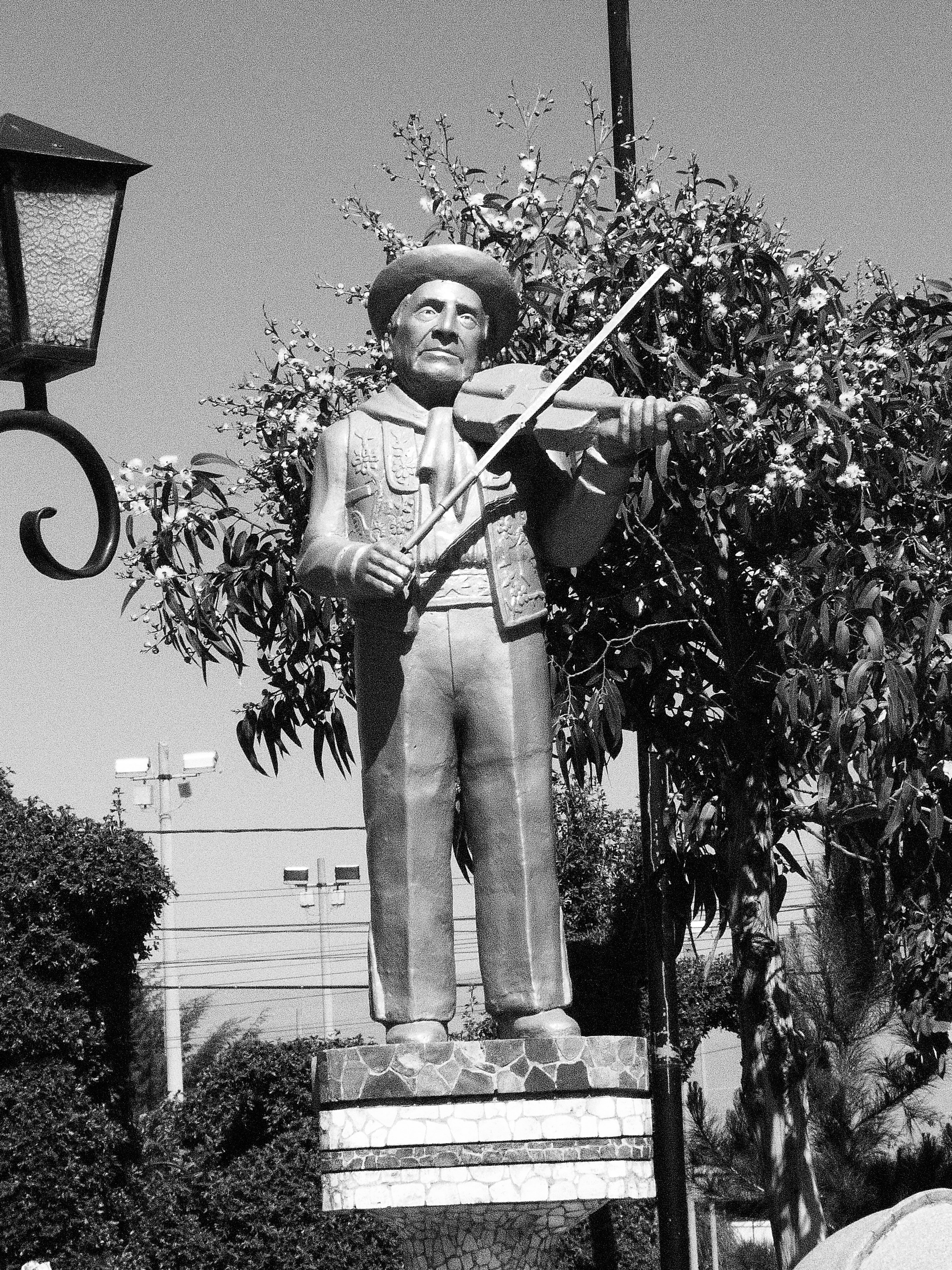
Estatua de Zenobio Dagha Sapaico en el parque de la Identidad Huanca. Los huancaínos actuales están asociados con la etnia quechua gracias al proceso de homogenización virreinal, distando mucho de la etnia huanca descrita en las crónicas.

La historia precolombina del Mantaro quedó sumida en el olvido durante el siglo XIX. Muchos sitios arqueológicos huancas fueron afectados o destruidos por el avance agrícola y urbano. Durante el siglo XX, se emprendieron trabajos etnohistóricos y arqueológicos para estudiar la ocupación humana del valle; ejemplos son la obra precursora de Galvez Durand y particularmente el libro de Waldemar Espinoza Soriano titulado "La destrucción del imperio de los incas" (finales de los años 70), el cual dio origen al concepto ficticio del "reino huanca", construyendo en torno a ello una narrativa basada en la bravura indómita huanca.
Esta atractiva narrativa se esparció rápidamente en la mentalidad de los actuales habitantes del valle del Mantaro como un estímulo moral que fundamentó la creación de una redefinida identidad "neo-huanca". Originalmente pretendía legitimar el encumbramiento de Huancayo, gracias su explosivo auge comercial y minero, como una urbe protagónica del territorio peruano recurriendo a justificaciones históricas y raigambres ancestrales. La exacerbación emocional que apela a la nostalgia de un presunto pasado glorioso se ha imbuido en las mentes de los huancaínos a tal grado de consumarse la construcción un Parque de la Identidad Huanca. Complementado la explicación del porqué del "reino huanca", Carlos Hurtado señala:

"...se trataba de un argumento que se adaptaba perfectamente a las necesidades explicativas de una colectividad en crecimiento y formación, como lo era Huancayo en la década de los setentas del siglo XX, y por ajustarse además a ciertos intereses políticos de ese lugar, la idea caló hondo. Un ejemplo son las frases de “Nación Huanca” o “Construyendo el futuro de la Nación Huanca”"
Carlos Hurtado Ames

Es decir, se trata de un caso de revisionismo histórico con intencionalidad política empleado como guía identitaria. La narrativa del reino huanca igualmente acarreó otra consecuencia: la invisibilización de la etnia xauxa.

## Organización política
La organización política de los huancas ha sido un tema de debate entre arqueólogos, historiadores y antropólogos, a pesar de que existe consenso sobre su naturaleza comunitaria y preestatal. Se les ha señalado como cacicatos, jefaturas de mayor o menor complejidad e incluso como un sistema corporativista , dependiendo del autor. Las jefaturas componen la división política más aceptada. Por otro lado, la propuesta de Espinoza acerca de los huancas como un estado monárquico adolece de muchas incongruencias.

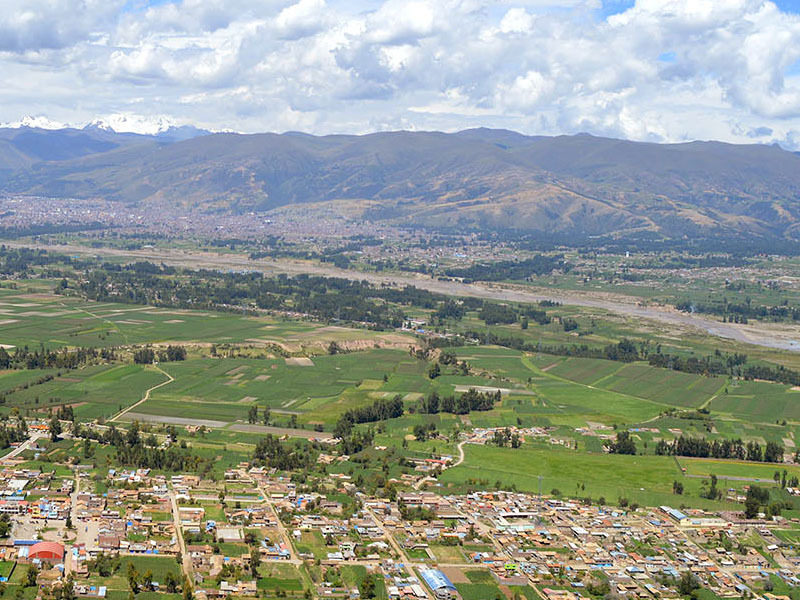
Valle del Mantaro. Aunque las crónicas aluden a que las jefaturas huancas comúnmente entablaban guerras por los recursos, la gran fertilidad del valle convierte esta posibilidad en muy improbable.

El planteamiento sobre la existencia del reino huanca es equiparado al existente acerca del reino de Quito defendido por Juan de Velasco o el reino de Tucumán descrito por Garcilaso, siendo realmente mitos politizados en vez de teorías científicamente rigurosas. La denominación de "reino" es fantasiosa pues los curacas huancas, lejos de servir a un señor principal, eran autónomos y equivalentes entre sí. En palabras del investigador Terence D'Altroy, como miembro del proyecto UMARP:

“Contrariamente a los reportes de un reino Wanka unificado, los datos arqueológicos señalan la existencia de un conjunto de numerosas unidades políticas en competencia dentro de la región. Lo que ocurre es que, simplemente, una identidad étnica común no implica necesariamente una unificación política.”
Terence D'Altroy

La configuración política no permaneció uniforme a lo largo del tiempo; en la fase Wanka II se habla indudablemente de una organización mucho menos sencilla (jefatura compleja). Los extensos emplazamientos pertenecientes a esta fase han llevado a elaborar suposiciones apresuradas. Considerando su magnitud, el antropólogo Arturo Mallma fue el primero en asumir que la capital huanca se encontraba en Tunanmarca. Waldemar Espinoza perpetuó esta idea añadiéndole detalles literarios épicos, referenciando a Tunanmarca como el último bastión huanca ante el asedio del ejército inca. No obstante, Hurtado Ames sugirió que Tunanmarca ni siquiera era huanca, sino xauxa.

## Sociedad

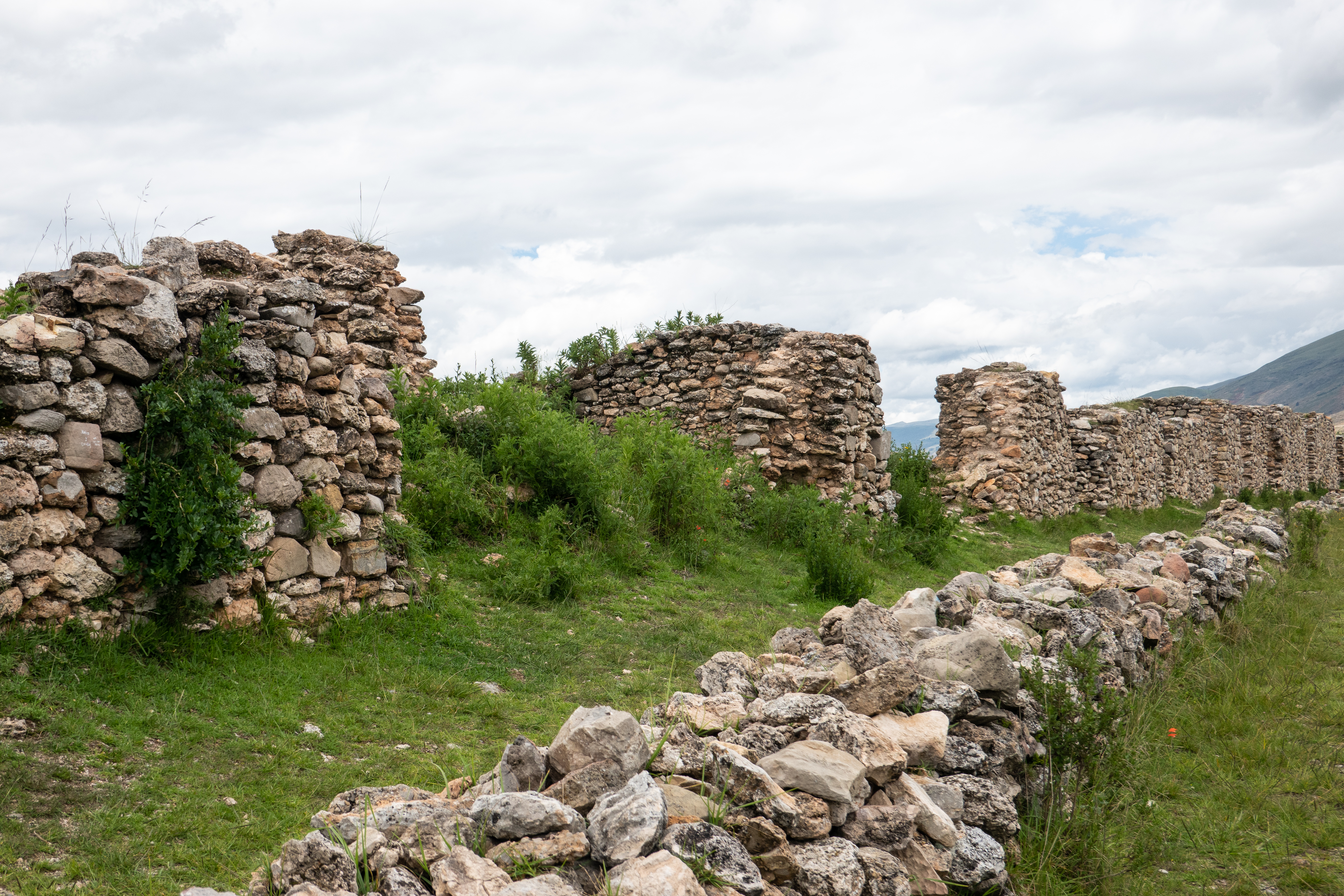
Colcas de Arhuaturo. La enorme cantidad de estos depósitos en el valle indica una intensa actividad agrícola. La proporción de instrumentos agrarios documentada es vastamente superior a la de armas.

Los huancas son frecuentemente retratados como un pueblo bárbaro, aguerrido e incluso que comía perros. Esta imagen fue difundida por cronistas como Garcilaso y Cieza. A propósito de estos autores y parafraseando a Aquilino Castro, Pavel Carlos escribe: 

"... eran muy duros y poco objetivos sobre algunas descripciones que hicieron acerca de los huancas, a quienes les imputaron fama de guerreros belicosos, que desollaban a sus prisioneros, de sus pellejos hacían tambores, que buscaban “camorra” o reyerta sin ningún motivo."
Pavel Carlos Leiva García

El carácter militarista huanca fue retomado por Waldemar Espinoza para construir su narrativa épica. En contraste, la evidencia sugiere que, si bien las jefaturas huancas eran independientes y potencialmente rivales, conformaban una sociedad mayoritariamente dedicada a la agropecuaria para sustentar su gran densidad demográfica, disponiendo de redes comerciales y cuyos ayllus cooperaban entre sí. 
En relación con la jerarquía social, se encontraban encabezados por los curacas, considerados los hombres más capacitados para el liderazgo. Las crónicas los mencionan como sinchis, jefes y caudillos activos en épocas de guerra. En este sentido, fueron similares a los chachapoyas. Debajo de ellos estaba el grueso de la población, compuesta principalmente por campesinos y artesanos. Aunque evidentemente estratificada, se discute si esta jerarquización generaba auténticas clases sociales. En las épocas incaica y virreinal, aparecieron 3 niveles mejor definidos: curaca principal, curacas secundarios y curacas terciarios.

## Aspectos culturales

### Religión

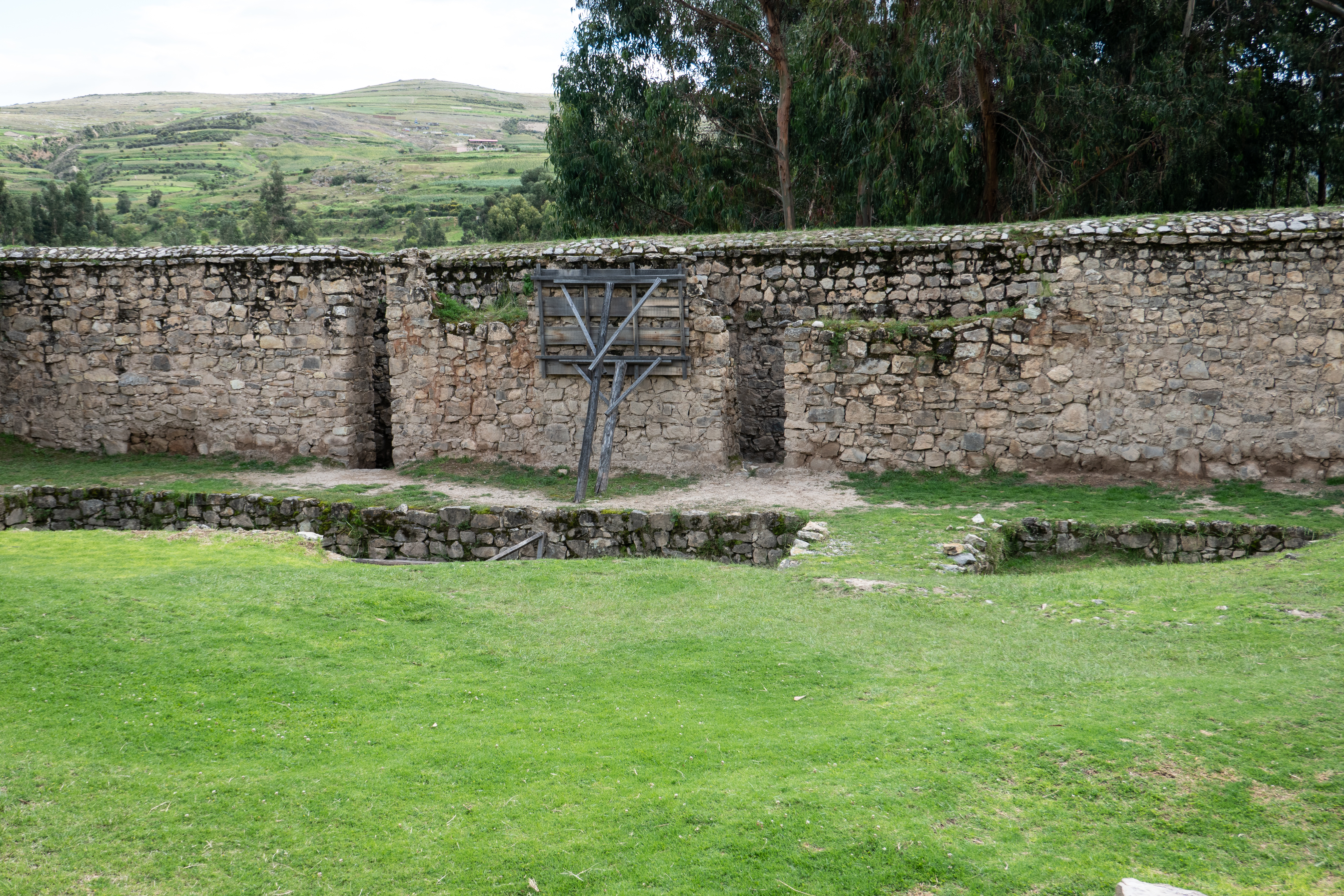
Huarihuilca, de filiación wari. El hecho de que correspondió también con la huaca principal de los huancas lleva a plantear una posible relación de dominio religioso entre la población local del Mantaro y el Imperio wari durante el Horizonte Medio.

Los huancas reconocieron como lugar de origen o pacarina a una fuente ubicada en el sitio arqueológico de Huarihuilca, de las que emergió una pareja que dio origen a su etnia. El mito añade que alrededor de la fuente se construyó un templo para la veneración religiosa. Según Espinoza, la divinidad principal era Apu Con Ticsi Viracocha Pachayachachi, a quien ofrecían sacrificios de ganado, cuyes y presentaban ofrendas de oro y plata. Los huancas creían en la inmortalidad del alma, por cuyo motivo momificaron a los muertos. Los envolvían en pellejos de llama, los cosían y le deban figuras humanas y los enterraban en sus casas.
Después de la llegada de los españoles al valle del Mantaro, y con la disolución de los huancas como etnia, los pobladores de la zona, al igual que en gran parte del Perú, adoptaron el cristianismo católico como su religión.

### Arquitectura
La arquitectura huanca se caracteriza por la construcción de recintos con mampostería rústica, muro doble, argamasa y planta circular. Por lo general, cuentan solamente con un piso. Los dinteles estaban compuestos por una laja de piedra. Los vanos de acceso eran ligeramente trapezoidales. Los nichos y ventanas fueron escasos. Aunque cilíndricos a simple vista, los recintos podían ostentar una leve inclinación hacia el interior. Existían dos tipos de techado: de paja y de piedra falso arco. Se cree que estos recintos correspondieron con viviendas usadas únicamente como dormitorios en razón de su relativamente pequeño tamaño. Las casas se agrupaban e interconectaban con muros para formar un ordenamiento elíptico conocido como "complejo patio", en los cuales se realizaron actividades comunitarias. Conjuntos de "complejos patio" integraban aldeas de dimensiones variables que se ubicaban al fondo del valle. Salvo contadísimas excepciones, las estructuras estaban desprovistas de tarrajeo y pintado alguno. 
Los huancas también construyeron centros mayores en las partes altas de los cerros, señalados como ciudadelas o "aldeas fortificadas" dada su magnitud y complejidad superior, cuya principal característica era su condición amurallada. Es todavía debatida la función de las murallas en la arquitectura huanca; si para la defensa militar, para el resguardo de animales o como marcador de diferenciación social. Indicadores como la falta de medidas protectoras asociadas a los conjuntos de colcas favorecen las últimas opciones. Además de murallas también contaban con canales de agua y plazas. Las ciudadelas manifestaban una rudimentaria pero perceptible sectorización en áreas públicas, religiosas, de almacenaje y residenciales.
Tanto las aldeas como las ciudadelas carecían de una planificación urbana compleja, sino que crecían y se adaptaban conforme las necesidades inmediatas. 

### Cerámica
La cerámica, de rústico acabado, simple y monocroma, tenía un carácter eminentemente utilitario. Es famosa la investigación de Luis Guillermo Lumbreras sobre la cerámica local, empleando el término "estilo Mantaro". 

### Lengua
La lengua fue un dialecto del runashimi, llamado "quechua huanca", que todavía se sigue hablando en algunos poblados.